# Al Murray

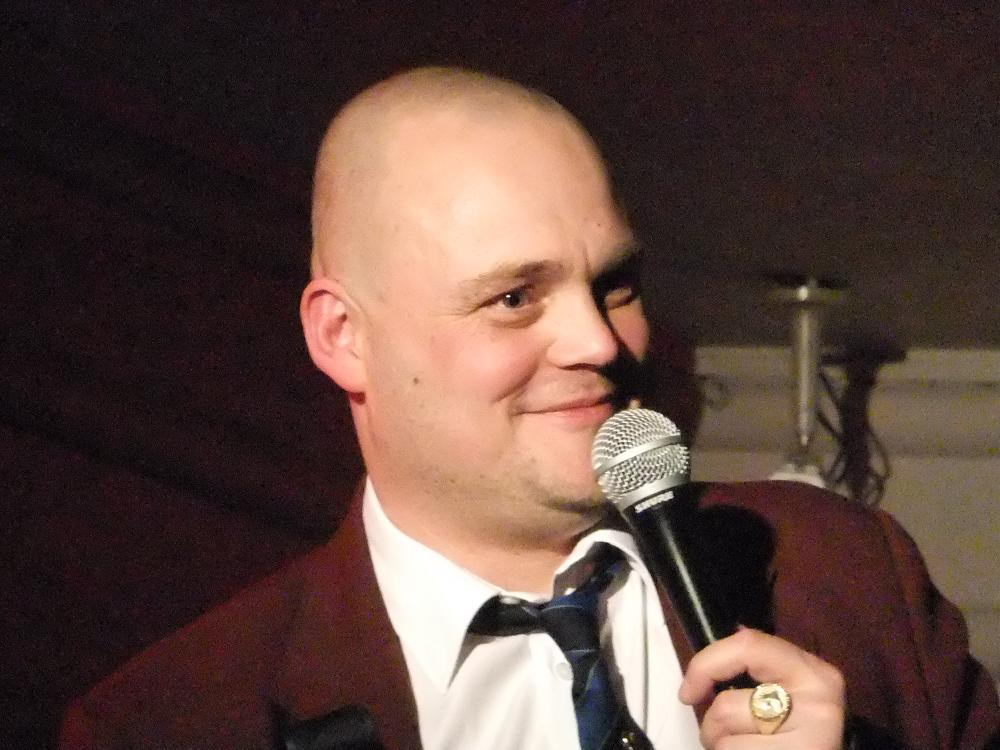
Al Murray som The Pub Landlord

Alastair James Hay "Al" Murray, född 10 maj 1968 i Buckinghamshire, är en brittisk komiker, skådespelare, manusförfattare och TV-presentatör.
Murray meddelade 24 januari 2015 att han som The Pub Landlord kandiderar för valkretsen South Thanet i parlamentsvalet i Storbritannien 2015. Motkandidat var Nigel Farage.